# Газопереробний завод Жанажол
Газопереробний завод Жанажол – складова облаштування нафтогазоконденсатного родовища Жанажол.
Газопереробний комплекс родовища Жанажол здійснює розгазування нафти з її подальшим зневодненням та знесоленням, очищує газ від сірководню (з наступним продукуванням сірки) та меркаптанів, вилучає гомологи метану фракцій С3+. Окрім продукції власне Жанажолу відбувається підготовка вуглеводнів нафтового родовища Кенкіяк-надсольовий та нафтогазових родовищ Кенкіяк-підсольовий та Північна Трува. 
Комплекс включає:
- газопереробний завод 1 (ГПЗ-1), що став до ладу в 1984 році. За проектом він мав пропускну здатність у 3 млн тон нафти та 0,8 млрд м3 газу та міг вилучати газовий конденсат і продукувати 19 тисяч тон сірки;
-  другу лінію ГПЗ-1 (в літературних джерелах також може називатись Другий газопереробний завод), що була введена в дію у 2003-му. Вона має річну пропускну здатність у 2 млн тон нафти та 1,4 млрд м3 газу, може продукувати 49 тисяч тон сірки та вилучати 60 тисяч тон зріджених вуглеводневих газів пропан-бутанової фракції;
- газопереробний завод 2 (ГПЗ-2, в літературних джерелах також може називатись Третій газопереробний завод), що має три лінії – перша пропускною здатністю 2 млрд м3 на рік стала до ладу в 2007-му, а ще дві з пропускною здатністю по 2,5 млрд м3 ввели в дію у 2014-му. Він приймає попутний газ, вільний газ (із газової шапки пачки А південного купола родовища) та ресурс, що пройшов ГПЗ-1. ГПЗ-2 може щорічно продукувати 6 млрд м3 товарного газу, 1031 тисячу тон газового конденсату, 474 тисячі тон зріджених вуглеводневих газів (у вигляді пропану, бутану та пропан-бутанової суміші) та 182 тисячі тон сірки.
Таким чином, сукупна річна потужність Жанажольського комплексу становить 8,4 млрд м3 газу.
В 2009-му Жанажольський комплекс випустив 125 тисяч зріджених вуглеводневих газів, 38 тисяч тон сірки та реалізував 2,4 млрд м3 товарного газу. В 2013-му (тобто коли в роботі ще перебувала лише одна з трьох ліній ГПЗ-2) випуск зріджених вуглеводневих газів зріс до 233 тисяч тон.
Зріджені вуглеводневі гази та сірку відвантажують через спеціалізовані залізничні термінали, тоді як товарний газ видають по трубопроводах Жанажол – КС-13 та Жанажол – Актобе. Також великим споживачем блакитного палива є належна до комплексу облаштування родовища ТЕС Жанажол.